# 3757-es busz
A 3757-es jelzésű autóbuszvonal Miskolc, Szirmabesenyő, Sajókeresztúr és Sajóbábony között húzódó regionális vonal, amelyet a MÁV Személyszállítási Zrt. üzemeltet.

## Útvonala
A miskolci autóbusz-állomásról, a Búza térről indul. Útját a 26-os főúton kezdi el, annak négysávos szakaszán, északi irányban, a Szentpéteri kapun keresztül. Többek között erre található a miskolci húszemeletes, a megye központi kórháza, valamint az útból ágazik ki az egykori miskolci repülőtér felé vezető szakasz is, egy bevásárlóközponti csomópontban. A megyeszékhelyet a Miskolc–Bánréve–Ózd-vasútvonal és a Miskolc–Tornanádaska-vasútvonal közös vonalszakaszával párhuzamosan hagyja el.
A szirmabesenyői elágazásban leágazik a falu felé. Keresztezi a helyi vasúti megállót, központján túl a Sajó folyásának mentén kanyarog tovább, eltávolodik a Sajóvámos irányába közlekedő járatoktól. A vele szomszédos Sajókeresztúrt L alakban járja be, onnan ismét a 26-os főúton közlekedik (a kettő elágazás között csak 3 kilométer eltérés van) egészen a főút egyik jelzőlámpás-csomópontjáig, névszerint a sajóbábonyi elágazáshoz. A kereszteződésből négy irányba, Miskolc, Sajószentpéter, Sajóecseg és Sajóbábony irányába lehet fordulni, a buszok utóbbit tűzik ki céljuknak.
Végállomására, Magyarország egyetlen zsákvárosába, Sajóbábonyba érkezik. A járatok a belvárosi lakóteleptől kettő úton közlekednek, kisebbik része az ófalun keresztül, nagyobbik része ennek déli peremén, melyek az egykoron a fűtőháznak helyet adó helyszín mellett érnek össze. A komoly termelést lebonyolító ipari parkban végállomásoznak.

## Közlekedése
Indításai minden nap történnek, de nem számottevően. A két várost a 3760-as buszok kapcsolják össze a 26-os főúton (Miskolcról a hétköznapi reggeli órákban egy ilyen indítás is történik, de 3757-es vonalszámmal), a vonal a kettő, Sajó parti településről nyújt közvetlen eljutást Sajóbábonyra, csakúgy mint a 3797-es buszok, de nem miskolci végállomásozással.

### Törzsjárművei
- az LMP-204 rendszámú Ikarus E127,
- az SSM-645 rendszámú Credo Econell 12,
- az AA JB-571 rendszámú Credo Econell 12 autóbuszok.

| Viszonylat                                  | Indításszám     | Közlekedési rend          |
| ------------------------------------------- | --------------- | ------------------------- |
| Miskolc, aut. áll. – Sajóbábony, ipari park | 2 pár           | tanítási napokon          |
| Miskolc, aut. áll. – Sajóbábony, ipari park | 2 oda, 1 vissza | tanszünetben munkanapokon |
| Miskolc, aut. áll. – Sajóbábony, ipari park | 1 pár           | hétvégén                  |
| Szirmabesenyő vmh. ➝ Sajóbábony, ipari park | 1 oda           | szabadnapokon             |

## Megállóhelyei
| 0 | Miskolc, autóbusz-állomás végállomás                  | 0.0 km  | 1, 1G, 3, 3A, 4, 7, 11, 12G, 20, 20A, 24, 28, 32, 34G, 35, 43, 44, 45, 101B, 900, 914, 935 1050, 1053, 1369, 1370, 1372, 1373, 1374, 1375, 1376, 1377, 1380, 1381, 1383, 1384, 1410, 1411 3700, 3701, 3702, 3703, 3704, 3705, 3706, 3707, 3708, 3709, 3710, 3711, 3712, 3714, 3715, 3716, 3717, 3718, 3719, 3720, 3721, 3722, 3723, 3724, 3726, 3727, 3728, 3729, 3730, 3731, 3733, 3734, 3735, 3736, 3737, 3738, 3739, 3740, 3741, 3742, 3743, 3744, 3745, 3746, 3747, 3748, 3749, 3750, 3751, 3752, 3753, 3754, 3755, 3760, 3761, 3764, 3765, 3766, 3767, 3770, 3772, 3773, 3774, 3775, 3776, 3777, 4019 |
| 1 | Miskolc, Leventevezér utca                            | 1.2 km  | 3, 12, 12G, 14, 14G, 20, 36, 54, 914 3700, 3701, 3702, 3703, 3704, 3705, 3707, 3714, 3754, 3760, 3761, 3763, 3764, 3765, 3770, 3772, 3773, 3774, 3775, 3776, 3777 |
| 2 | Miskolc, megyei kórház                                | 1.9 km  | 3, 3A, 12, 12G, 14, 14G, 20, 24, 36, 54, 914 1369, 1384, 1410, 1411 3700, 3701, 3702, 3703, 3704, 3705, 3707, 3708, 3709, 3711, 3714, 3754, 3760, 3761, 3763, 3764, 3765, 3766, 3767, 3769, 3770, 3772, 3773, 3774, 3775, 3776, 3777 |
| 3 | Miskolc, repülőtér bejárati út                        | 2.8 km  | 3, 3A, 8, 12, 12G, 14, 14G, 20, 24, 36, 54, 240, 914 1369, 1384, 1410, 1411 3700, 3701, 3702, 3703, 3704, 3705, 3707, 3708, 3709, 3711, 3714, 3754, 3760, 3761, 3763, 3764, 3765, 3766, 3767, 3769, 3770, 3772, 3773, 3774, 3775, 3776, 3777 |
| 4 | Miskolc, Stromfeld laktanya                           | 3.9 km  | 1369, 1384, 1410, 1411 3700, 3701, 3702, 3703, 3704, 3705, 3707, 3708, 3709, 3711, 3714, 3754, 3760, 3761, 3763, 3764, 3765, 3766, 3767, 3769, 3770, 3772, 3773, 3774, 3775, 3776, 3777 |
| 5 | Szirmabesenyői elágazás                               | 5.0 km  | 3700, 3701, 3702, 3703, 3704, 3705, 3707, 3708, 3709, 3711, 3714, 3754, 3760, 3761, 3763, 3764, 3765, 3770, 3772, 3773, 3774, 3775, 3776, 3777, 3797 |
| Munkanapokon 1 alkalommal érintett a Szirmabesenyő vasúti megállóhely –– Sajókeresztúr, lakótelep közötti megállók helyett. |                                                       |         | |
| ∫ | Sajókeresztúr, ipari park bejárati út                 | ∫       | 3703, 3704, 3707, 3708, 3709, 3711, 3754, 3760, 3761, 3763, 3764, 3765, 3770, 3772, 3773, 3774, 3775, 3776, 3797 |
| 6 | Szirmabesenyő vasúti megállóhely vonalközi végállomás | 5.7 km  | 3700, 3701, 3702, 3705, 3714, 3777, 3797 személyvonat – Szirmabesenyő (94) |
| 7 | Szirmabesenyő, egészségügyi központ                   | 6.1 km  | 3700, 3701, 3702, 3705, 3714, 3777, 3797 |
| 8 | Szirmabesenyő, ABC áruház                             | 6.8 km  | 3700, 3701, 3702, 3705, 3714, 3777, 3797 |
| 9 | Szirmabesenyő, templom                                | 7.2 km  | 3700, 3701, 3702, 3705, 3714, 3777, 3797 |
| 10 | Szirmabesenyő, Alkotmány utca                         | 7.8 km  | 3702, 3777 |
| 11 | Sajókeresztúr, Vörösmarty utca                        | 8.8 km  | 3702, 3777 |
| 12 | Sajókeresztúr, posta                                  | 9.6 km  | 3702, 3777 |
| 13 | Sajókeresztúr, lakótelep                              | 10.4 km | 3776, 3777, 3797 |
| 14 | Sajókeresztúri elágazás                               | 11.2 km | 3703, 3707, 3754, 3760, 3761, 3763, 3764, 3765, 3770, 3772, 3773, 3775, 3776, 3777, 3797 |
| 15 | Sajóbábonyi elágazás                                  | 12.8 km | 3703, 3704, 3707, 3708, 3709, 3711, 3754, 3760, 3761, 3763, 3764, 3765, 3770, 3772, 3773, 3774, 3775, 3776, 3777, 3793, 3795, 3797 |
| 16 | Sajóbábony, lakótelep                                 | 14.2 km | 3754, 3760, 3765, 3793, 3795, 3797 |
| 17 | Sajóbábony, ófalu bejárati út                         | 15.0 km | 3754, 3760, 3765, 3793, 3795, 3797 |
| Tanítási napokon 3; tanszünetben munkanapokon 2; hétvégén 2 alkalommal érintett az ófalu bejárati út megálló helyett.       |                                                       |         | |
| ∫ | Sajóbábony, ófalu bolt                                | ∫       | 3760, 3797 |
| ∫ | Sajóbábony, ófalu felvég                              | ∫       | 3760, 3797 |
| 18 | Sajóbábony, fűtőház                                   | 15.8 km | 3754, 3760, 3765, 3793, 3795, 3797 |
| 19 | Sajóbábony, gyártelep                                 | 16.6 km | 3754, 3760, 3765, 3793, 3795, 3797 |
| 20 | Sajóbábony, ipari park végállomás                     | 17.1 km | 3754, 3760, 3765, 3793, 3795, 3797 |